# Reto (Marsi)
Reto è, nell'Eneide di Virgilio, il nome di un re dei Marsi. Non va confuso con un personaggio omonimo nel poema, uno dei guerrieri dell'esercito rutulo di Turno.

## Il mito
A differenza del soldato rutulo, il re della tribù marsa dei marruvi non appare in carne e ossa nell’Eneide, ma viene solo menzionato in un flashback narrativo. Secondo il libro X, Reto era padre di Anchemolo, che per aver violentato la matrigna Casperia sarebbe poi stato condannato all'esilio perpetuo. Nel poema virgiliano Marsi e Rutuli combattono insieme contro i troiani di Enea; Anchemolo fa parte delle truppe di Turno, in quanto il re rutulo gli aveva accordato protezione purificandolo quindi per il crimine commesso. Una lettura attenta del libro VII permette di capire che Reto è morto nel frattempo, in quanto vi si dice che i Marsi erano governati dal re Archippo, il quale peraltro aveva deciso di non partecipare in prima persona alla guerra, limitandosi a inviare un contingente comandato dal giovane serparo Umbrone.